# Maria-Trost-Kirche (Meran)

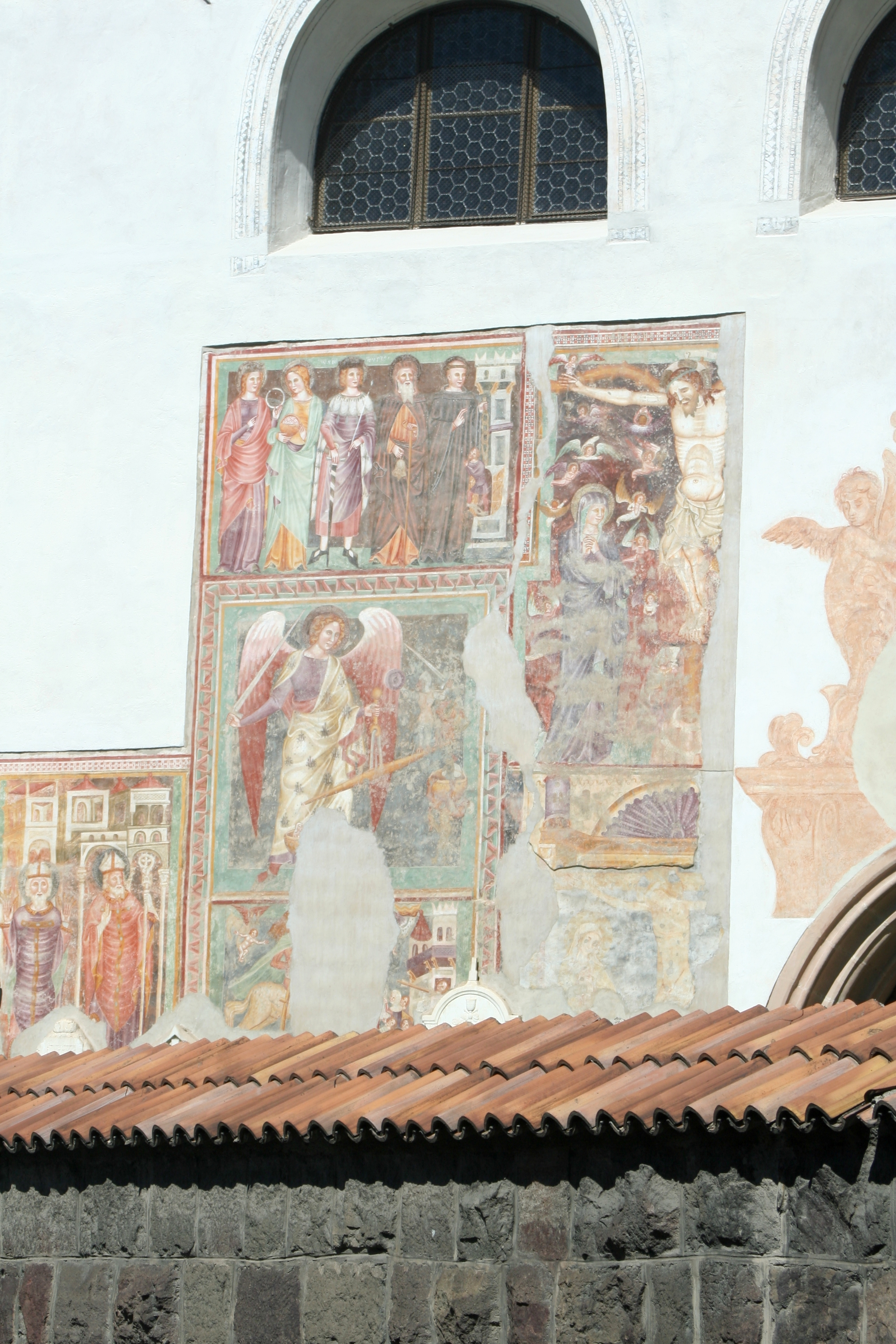
Die Fresken an der südlichen Außenmauer

Die Maria-Trost-Kirche ist eine katholische Kirche in Untermais, einem Stadtteil von Meran. Von besonderer Bedeutung sind die an den Kirchenwänden erhaltenen Freskenzyklen.

## Geschichte
Vermutlich handelt es sich um die älteste Kirche der Stadt. Sie ist romanischen Ursprungs und stammt aus der Zeit zwischen dem 12. und 13. Jahrhundert. Wahrscheinlich ist sie jedoch das Ergebnis des Umbaus einer vorher bestehenden kleinen Kirche aus dem 8. Jahrhundert. Erste schriftliche Zeugnisse über die Kirche gibt es erst aus dem Jahr 1273, als Meinhard II. die Kirche, zusammen mit anderen Gütern, dem Stift Stams als Teil der Gründungsausstattung übertrug.
Wegen ihrer Nähe zum Naif-Bach, der zu jener Zeit noch nicht verbaut war, wurde die Kirche wiederholt beschädigt und wieder instand gesetzt. Im 15. Jh. wurde die Apsis im gotischen Stil erneuert. Im Jahr 1624 wurde das Dach des Kirchenschiffs erhöht und das Tonnengewölbe wurde mit einem Fresko versehen. Im 18. Jahrhundert wurde die Empore für die Orgel eingebaut, im Jahr 1824 wurde die Vorhalle errichtet und im Jahr 1889 wurde der barocke Giebel des Turms durch den aktuellen achteckigen Giebel ersetzt.

## Fresken
Von besonderer Bedeutung sind die romanischen und gotischen Freskenzyklen, die sich an den Innen- und Außenwänden der Kirche befinden.
Im Inneren der Kirche befinden sich an der Nordwand romanische Fresken, welche auf das 12. Jahrhundert zurückgehen. Sie wurden im Jahr 1967 anlässlich einer Restaurierung entdeckt. Sie zeigen byzantinische Einflüsse und sind vermutlich das Werk eines Künstlers aus Venetien. Es sind Szenen aus dem Leben Marias dargestellt, darunter auch eine seltene Dormitio Mariae (Tod Marias).
Aus dem 14. Jahrhundert stammt hingegen das Fresko, das die Geburt Jesu darstellt.
Das Gewölbe ziert ein barockes Fresko von J. A. Puellacher, welches die Aufnahme Marias in den Himmel darstellt.
Der Freskenzyklus an der Außenwand stellt den Höhepunkt der Malerei des 14. Jahrhunderts im Meraner Raum dar und zeigt deutliche Einflüsse Giottos. Es sind verschiedene Szenen dargestellt. Oben erkennt man fünf Heilige (im Zentrum St. Sigmund, rechts die Heiligen Katharina und Dorothea, links der hl. Antonius und der hl. Leonhard). In der Mitte ist der Erzengel Michael dargestellt, rechts eine Kreuzigung und links der hl. Nikolaus (Patron der Stadt Meran) und der hl. Erasmus. Darunter befand sich auch ein Fresko, welches den „Triumph des Todes“ darstellt. Es wurde jedoch durch die Grabsteine des Friedhofs, welcher früher die Kirche umgab, stark beschädigt.

## Friedhof
Auf dem die Kirche umgebenden Friedhof sind die Grabsteine folgender Persönlichkeiten erhalten:
- Franz Tappeiner
- Orazio Gaigher
- Karl Grabmayr

Ferdinand Karl von Österreich (1868–1915) und seine Ehefrau Berta Czuber sind in der Kirche bestattet worden.